# دریم‌کست
دریم‌کست (به انگلیسی: Dream cast) کنسول بازی ۱۲۸-بیت بود که توسط سگا در اواخر ۱۹۹۸ میلادی جانشین سگا سترن شد. این کنسول اولین کنسول از نسل ششم کنسول‌های بازی‌های ویدئویی در کنار پلی استیشن ۲، ایکس‌باکس و نینتندو گیم کیوب بود.
سگا تولید این کنسول را در مارس ۲۰۰۱ متوقف کرد و آن به آخرین نسل از کنسول‌های سگا بدل گشت، اگرچه پشتیبانی از آن در اقیانوسیه و اروپا تا اواخر ۲۰۰۲ میلادی ادامه داشت و در ژاپن تا سال ۲۰۰۶ میلادی نیز همچنان به فروش می‌رسید. بر طبق گفته برنی استولار رئیس و مدیرعامل سابق سگا در آمریکا، توقف تولید این کنسول به واسطه جهت‌گیری تازه کمپانی برای تمرکز بر روی تولید نرم‌افزار صورت گرفت.
باوجود طول عمر کوتاه، این کنسول توانست جایگاه ویژه‌ای به‌واسطه تاریخچه و ویژگی‌هایش کسب کند. دریم کست به دلیل آنکه پیش‌تر از زمان خود بود و به ویژه امکان بازی آنلاین، مورد ستایش قرار می‌گیرد. دریم کست اولین کنسولی بود که به مودم و توانایی پشتیبانی از اینترنت برای بازی‌های آنلاین مجهز گردید. همچنین اولین کنسولی بود که از توانایی پردازش ۱۲۸ بیتی استفاده می‌کرد. همچنین به علت داشتن ۲ کارت گرافیک بسیار پر قدرت تر از همهٔ کنسول‌های زمان خود بود و فقط سی پی یو ی ان کمی ضعیفتر از پلی استیشن ۲ بود.